# Herbert Bötticher
Herbert Bötticher (1988)

Link zum Bild

Herbert Bötticher (* 19. Dezember 1928 in Hannover; † 8. Oktober 2008 in Düsseldorf) war ein deutscher Schauspieler und Regisseur.

## Leben
Herbert Bötticher wuchs als Sohn eines Kapellmeisters in Hannover auf und besuchte dort die Luther-Oberrealschule. Nach dem Abitur absolvierte er von 1948 bis 1950 an der Schauspielschule Hannover eine Ausbildung zum Schauspieler. Das erste Theaterengagement erhielt er 1950 am Badischen Staatstheater Karlsruhe, ab 1954 spielte er am Theater Bielefeld, 1957 am Theater am Roßmarkt in Frankfurt am Main und 1958 an der Komödie im Marquardt in Stuttgart. Im selben Jahr wechselte er an die Münchner Kammerspiele, wo er zehn Jahre zum Ensemble gehörte. Anschließend arbeitete er als freier Schauspieler und gastierte unter anderem 1973 als Higgins in dem Musical My Fair Lady an der Oper Frankfurt. Wiederholt führte er auch Regie, unter anderem am Theater Koblenz, an der Komödie im Bayerischen Hof in München sowie an den Hamburger Kammerspielen.
Seit frühester Jugend beschäftigte sich Herbert Bötticher mit der Zauberkunst. Er veröffentlichte dazu Beiträge in Zauberfachzeitschriften und trat gelegentlich bei Zauberveranstaltungen auf.
1987 moderierte er zusammen mit seiner Ehefrau, der Schauspielerin Doris Gallart, die ZDF-Sendung Sie werden es nicht für möglich halten …, in der Ausschnitte der Auftritte von Siegfried & Roy, David Copperfield, Mark Wilson und anderen Zauberkünstlern zu sehen waren.
Seit 1960 war Bötticher umfangreich als Darsteller in Film und Fernsehen tätig. Seine Bandbreite umfasste Bühnenadaptionen wie Hamlet, Die zwölf Geschworenen oder Biedermann und die Brandstifter, aber auch Krimis wie Derrick oder Hoopers letzte Jagd, ein Fernsehspiel über den britischen Postzugraub im Jahr 1963. Sein komödiantisches Talent, häufig versehen mit einer zielsicher eingesetzten Begriffsstutzigkeit oder Nervosität, zeigte er in Komödien wie Morgens um sieben ist die Welt noch in Ordnung nach Eric Malpass, in der preisgekrönten Produktion Lina Braake, in Familienserien wie Ich heirate eine Familie und in Satiren wie Zieh den Stecker raus, das Wasser kocht von Ephraim Kishon. In den 1960er Jahren war er häufig in Fernsehspielen zu sehen.
Häufig lieh Bötticher seine Stimme Hörspielen und Synchronisation. Von 1961 bis 1969 unterrichtete er an der Falckenberg-Schule in München. Seine letzte Regiearbeit war die Komödie Süßer die Glocken im Theater am Dom in Köln in der Spielzeit 2005/2006.
Auch im Radio war Herbert Böttichers Stimme zu hören (in 302 Hörspielen), davon alle 150 Folgen in der Hörspiel-Serie Wumme als alleinerziehender Vater der Titelheldin.
Bötticher lebte zuletzt in München im Stadtteil Schwabing. Er war mit der Schauspielerin Doris Gallart verheiratet, das Paar lebte aber voneinander getrennt. Er wurde am 8. Oktober 2008 im Alter von 79 Jahren in seinem Hotelzimmer in Düsseldorf tot aufgefunden, wo er einem Herzleiden erlegen war. Er wurde auf dem Stadtfriedhof Lahe in seiner Heimatstadt Hannover beigesetzt. Sein letztes Projekt war das Musical Gigi am Düsseldorfer Theater an der Kö, bei dem er Regie führen und die Hauptrolle übernehmen wollte. Auf ausdrücklichen Wunsch seiner Witwe wurden die Arbeiten an der Produktion weiter fortgesetzt.

## Filmografie
- 1961: Hamlet, Prinz von Dänemark
- 1962: Spielsalon
- 1962: Florence und der Zahnarzt
- 1963: Mirandolina
- 1963: Candida
- 1963: Die zwölf Geschworenen
- 1963: Zweierlei Maß
- 1963: Die sanfte Tour (TV-Serie, drei Folgen)
- 1964: Hotel Iphigenie
- 1964: Gerechtigkeit in Worowogorsk
- 1964: Der Mann nebenan
- 1965: Glück in Frankreich
- 1965: Der müde Theodor
- 1966: Es funkeln die Sterne (Silvestergala)
- 1967: Blut floß auf Blendings Castle
- 1967: Biedermann und die Brandstifter
- 1967: Der Tod läuft hinterher (Mehrteiler)
- 1967: Das Kriminalmuseum – Kaliber 9 (TV-Serie)
- 1968: Morgens um sieben ist die Welt noch in Ordnung
- 1968: Heim und Herd
- 1968: Keine Angst vor der Hölle
- 1968: Die Ente klingelt um ½ 8
- 1968: Bengelchen liebt kreuz und quer
- 1969: Der Kommissar – Das Messer im Geldschrank (TV-Serie)
- 1969: Vom Teufel geholt
- 1969: Kim Philby war der dritte Mann
- 1969: Jacques Offenbach – Ein Lebensbild
- 1970: Mein Freund Harvey
- 1970: Die 13 Monate
- 1970: Der Kommissar – Messer im Rücken
- 1971: Glückspilze
- 1971: Geschäfte mit Plückhahn
- 1971: Die Frau ohne Kuß
- 1972: Tatort – Der Fall Geisterbahn
- 1972: Hoopers letzte Jagd
- 1972: Doppelspiel in Paris
- 1973: Die Kriminalerzählung (TV-Serie, 1 Folge)
- 1973: Vom Hackepeter und der kalten Mamsell
- 1973: Traumstadt
- 1974: Silverson
- 1974: Tatort – Acht Jahre später
- 1974: Derrick – Waldweg
- 1975: Tatort – Mordgedanken
- 1975: Lina Braake oder Die Interessen der Bank können nicht die Interessen sein, die Lina Braake hat
- 1975: Depressionen
- 1975: Eine ganz gewöhnliche Geschichte (Serie)
- 1976: Oblomows Liebe
- 1976: Vier gegen die Bank
- 1977: Ein Abend im Salon der Marie d’Agoult
- 1978: … von Herzen mit Schmerzen
- 1978: Liebling, ich bin da
- 1978: Ein Hut von ganz spezieller Art
- 1979: Wie erziehe ich meinen Vater? (Serie)
- 1979: Zwei Mann um einen Herd
- 1980: Scheidung auf französisch
- 1980: Leute wie du und ich (Serie)
- 1980: Die seltsamen Methoden des Franz Josef Wanninger (2 Folgen)
- 1981: Wer den Schaden hat
- 1981: Onkel & Co
- 1982: Behaltet Mut
- 1982: Die Krimistunde (Fernsehserie, Folge 3, Episode: "Übertriebene Neugier")
- 1983–1986: Ich heirate eine Familie (Serie)
- 1984: Er-Goetz-liches
- 1984: Heute und damals
- 1985: Halbe Wahrheiten
- 1985: Geschichten aus der Heimat (Fernsehserie) Episode: Die Kastanie
- 1985: Schöne Ferien – Urlaubsgeschichten aus Portugal (Reihe)
- 1986: Detektivbüro Roth
- 1986: Zieh den Stecker raus, das Wasser kocht
- 1987: Die Krimistunde (Fernsehserie, Folge 28, Episode: "Die Konkurrenz")
- 1987: Derrick – Nachtstreife
- 1990: Edgar, Hüter der Moral (Serie)
- 1990: Liebesgeschichten (Serie)
- 1990: Pension Corona (Fernsehserie, 14 Folgen)
- 1992: Lilli Lottofee (Serie)
- 1993: Der Millionenerbe
- 2005: Prinz und Paparazzi
- 2008: Der Landarzt – Gute Geschäfte

## Hörspiele (Auswahl)
- 1966: Michael Innes: Es handelt sich um Kobolde, als Sir Richard Waterpool – Regie: Edmund Steinberger (BR)
- 1977: Don Haworth: An einem Tag im Sommer in einem Garten, als Jim, Onkel – Regie: Hans Rosenhauer (SR)